# Mama.cita (Hasta la Vista)
"Mama.cita (Hasta la Vista)" (estilizada como "MAMA.CITA (hasta la vista)") é uma canção da cantora Luísa Sonza e do rapper compatriota Xamã. Foi escrita pelos dois artistas em parceria com Junior Lord e Douglas Moda, com o último também atuando como produtor musical. Foi lançada como um single em 21 de dezembro de 2022, através da Sony Music Brasil. "Mama.cita (Hasta la Vista)" é a terceira faixa de Sonza e Xamã em conjunto, sendo musicalmente uma canção de trap, funk e pop, que liricamente fala sobre duas pessoas que saciam suas vontades carnais de forma momentânea, sem se apegarem um ao outro. Um remix com participação de Karol Conká foi lançado em 14 de fevereiro de 2023.
Um videoclipe para a canção foi dirigido por Bruno Igloti e foi lançado juntamente com o single. Ele é uma continuação do videoclipe da faixa "Câncer" (2020), de Xamã e Sonza. "Mama.cita (Hasta la Vista)" foi apresentada de forma inédita pelos dois artistas durante o Prêmio Multishow de Música Brasileira 2022, e inspirou a linha de perfumes Hasta La Vista, lançada em acompanhamento ao single.

## Antecedentes e lançamento
"Mama.cita (Hasta la Vista)" marca a terceira colaboração entre Sonza e Xamã, após terem colaborado juntos em "Câncer" (2020) e "Poesia Acústica 13" (2022). Segundo Sonza, ela tinha vontade de fazer uma nova música com o rapper há muito tempo. Ao ouvir a canção, ela pensou que a sonoridade combinaria com Xamã e enviou para ele a faixa. Xamã declarou que eles colocaram a identidade de ambos no single e "demos o nosso toque especial de uma forma leve". Sonza definiu a canção como "uma coisa um pouco mais escrachada, é um entrosamento de tipo assim: o primeiro date 'Câncer', aí foi, segundo date 'Poesia Acústica 13', e não sei o que mais lá e quando vejo tá em 'MAMA.CITA' e bora. Sabe, eu acho que é isso, assim, é jovem".
No fim de 2022, Sonza começou a cantar trechos da canção em algumas aparições públicas. Nesta época, a artista fez uma enquete em seu Instagram Stories para que os fãs escolhessem o nome da música, com as opções sendo "Hasta la vista" e "Mamacita". O lançamento do single foi anunciado em 13 de dezembro de 2022, sob o título de "Mama.cita (Hasta la Vista)", com lançamento previsto para 21 de dezembro, através da Sony Music Brasil. Em 19 de dezembro, foi revelada a arte da capa do single, que mostrava Sonza deitada em cima de um escorpião gigante, usando um biquíni prateado, fazendo alusão ao signo astrológico de Xamã, escorpião. A cantora explicou que ela está em cima de um escorpião na capa pois "Xamã é o escorpião", também elaborando que "todas as vezes que ele não aparece no clipe, é porque ele é o escorpião". Mais tarde, a capa foi alterada para uma arte apresentado duas fotos, uma ao lado da outra, de Sonza e de Xamã deitados. Uma linha de perfumes chamada Hasta La Vista foi lançada em referência ao single. Sonza descreveu "Mama.cita (Hasta la Vista)" como um "single de manutenção", representando a fase entre o lançamento de seu último álbum, Doce 22 (2021), e o próximo, que tinha lançamento previsto para 2023.

## Composição
Musicalmente, "Mama.cita (Hasta la Vista)" é uma canção de trap, funk e pop, enquanto liricamente, a faixa fala sobre a atração de duas pessoas que expõem seus desejos sem mistério e saciam suas vontades carnais de forma momentânea, seguindo suas vidas sem apegar-se um ao outro. Um trecho da canção diz o seguinte: "Mamacita, mama que é uma delícia. Me beija e foge da polícia baby. Depois volto pra te deixar crazy".

## Remix

### Versãoremixcom Karol Conká
Em 14 de fevereiro de 2023, um remix com a participação da rapper e cantora Karol Conká, foi lançado através de plataformas de streaming. A participação de Conká na faixa faz referência ao seu apelido "mamacita". Em sua "sequência grande (e raivosa) de versos" em uma duração de 30 segundos, Conká adicionou versos de uma de suas músicas mais famosas, "Tombei" (2014): "Mamacita fala, vagabundo senta", e em seguida, ela canta sobre "uma relação quente e envolvente". Conká também entrega versos com "sua língua estralando igual a um chicote", afirmando que "Tentaram me sabotar, esqueceu que eu sou Conká / Aquela que um país inteiro nunca vai tombar". A capa do remix mostra uma caricatura na qual Sonza e Xamã aparecem em cima da língua de Conká.

## Vídeo musical
O videoclipe de "Mama.cita (Hasta la Vista)" foi gravado em São Paulo sob direção de Bruno Ilogti, com direção criativa de Sonza. De acordo com a própria cantora, os custos de produção para o projeto foram mais altos que os de seu vídeo até então mais caro, "Modo Turbo" (2020), que havia sido avaliado em cerca de 1,5 milhão de reais. Segundo Igloti, o conceito do clipe é uma releitura do vídeo de "Câncer", seguindo um desejo da artista, "trazendo toda atmosfera marítima do último clipe para um universo mais moderno, futurista e cibernético, que vai ao encontro da nova era da carreira da Luísa". Foi usada uma série de efeitos especiais, incluindo a projeção da imagem de um escorpião em efeito 3D, como forma de prestar homenagem a Xamã, uma vez que o videoclipe de "Câncer" focava na imagem do caranguejo, remetendo ao signo da cantora, câncer.
O conceito do videoclipe foi descrito pela artista como a "tempestade" que é a união dos signos dos dois artistas; ela explicou: "Câncer e escorpião juntos viram uma grande explosão. Quando fui criar essa história de continuação de ‘Câncer’, fomos colocando todos os elementos desses dois signos, e comecei a viajar. Me baseei em todo o conceito do clipe nos nossos signos e o que, na minha cabeça, eles causam juntos". Ela também pontuou que a estética do visual representava "uma versão muito mais evoluída" de sua pessoa, descrevendo-o como futurista, mas também "muito orgânico e natural". Ele consiste em Sonza "indo achar [Xamã] no meio do caos, da tempestade, porque essas duas coisas [as características de Câncer e Escorpião] já se fundiram". O vídeo também mostra os perfumes lançados em referência à canção.

## Apresentações ao vivo
Em 18 de outubro de 2022, Sonza e Xamã apresentaram um trecho de "Mama.cita (Hasta la Vista)" no Prêmio Multishow de Música Brasileira 2022, antes de terem anunciado o lançamento da faixa. Em 20 de dezembro, Sonza apresentou a canção juntamente com Conká no programa de televisão Música Boa Ao Vivo, terminando com um selinho entre as duas. Em 26 de fevereiro de 2023, foi exibida uma performance da faixa no Domingão com Huck.

## Faixas e formatos
| Download digital / streaming |                              |         |  |
| N.º                          | Título                       | Duração |  |
| 1.                           | "Mama.cita (Hasta la Vista)" | 2:32    |  |

## Créditos
Todo o processo de elaboração de "Mama.cita (Hasta la Vista)" atribui os seguintes créditos:
- Luísa Sonza: vocais, composição
- Xamã: vocais, composição
- Douglas Moda: composição, produção
- Junior Lord: composição
- Arthur Luna: engenheiro de mixagem
- Luciano Scalercio: engenheiro de mixagem

## Desempenho nas tabelas musicais
| País — Tabela musical (2022) | Melhor posição |
| ---------------------------- | -------------- |
| Brasil (Billboard)           | 14             |
| Portugal (AFP)               | 35             |

| País — Tabela musical (2023)                | Melhor posição |
| ------------------------------------------- | -------------- |
| Brasil Top 50 Streaming (Pro-Música Brasil) | 13             |

## Histórico de lançamento
| Região | Data                    | Formato(s)                 | Versão        | Gravadora | Ref.   |
| ------ | ----------------------- | -------------------------- | ------------- | --------- | ------ |
| Várias | 21 de dezembro de 2022  | Download digital streaming | Original      | Sony      | [ 16 ] |
| Várias | 14 de fevereiro de 2023 | Download digital streaming | EP de remixes | Sony      | [ 21 ] |